# Chenacidiella aureiseta
Chenacidiella aureiseta är en tvåvingeart som först beskrevs av Chen 1948.  Chenacidiella aureiseta ingår i släktet Chenacidiella och familjen borrflugor. Inga underarter finns listade i Catalogue of Life.